# Lenguas circasianas

Grupos etnolingüísticos de la región del Cáucaso. Las lenguas circasianas en tonos rosas.

Las lenguas circasianas se refieren a un conjunto de lenguas pertenecientes a la familia de lenguas caucásicas del noroeste, procedentes de la región del Cáucaso comprendida entre el mar Negro y el mar Caspio.

## Lenguas de la familia
Esta familia de lenguas incluye dos subgrupos: el occidental o adigués y el oriental o cabardino.
El primero, al que se alude como adigués y que está formado por los dialectos: bzheduj (el más complejo en términos consonánticos, con 66 fonemas), shapsug, temirgoy y abadkej (abzajo). Este último fue el predominante en el Cáucaso anterior a 1864 y quizás el más extendido de todos los dialectos de la diáspora, aunque en la actualidad solamente un pequeño pueblo, Shovgenovski, permanece en el Cáucaso.
El circasiano oriental, más conocido como cabardino, cuenta con dos dialectos: el propio cabardino, el más sencillo fonológicamente de toda la familia caucásica noroccidental (45 fonemas consonánticos en su forma literaria) y el bes(le)ney. El sistema utilizado para escribir el cabardino es el alfabeto cirílico más la letra I y el orden de la oración es sujeto, complemento y verbo.
En la actualidad este conjunto de lenguas se utilizan en países como Georgia y otras antiguas repúblicas soviéticas además de pequeñas comunidades en Turquía, Jordania o Siria.